# Corynocarpaceae
Corynocarpaceae es una familia de plantas con un único género, Corynocarpus, con seis especies de árboles o arbustos con hojas alternas, dispuestas en espiral, coriáceas y simples. Flores hermafroditas en inflorescencias dispuestas en panículas y en racimos.
Son nativos de las regiones tropicales y subtropicales de Malasia norte de Australia y Nueva Zelanda.
Una descripción detallada de la familia se puede encontrar en K Kubitzki (2011). Corynocarpaceae. En: The Families and Genera of Flowering Plants.. Volumen 10: Eudicots: Sapindales, Cucurbitales, Myrtaceae. Springer.
La hipótesis filogenética más moderna del orden y su clasificación en familias y géneros puede ser encontrada en Schaefer y Renner (2011).
Además, en lo que concierne a sus caracteres florales y vegetativos, está descripta en Matthews y Endress (2004) y en Zhang et al. (2006, 2007), y estos trabajos también son una puerta de entrada hacia la vasta literatura morfológica de esas familias.

## Clasificación
La posición taxonómica suele estar basada en el APG.
Especies:
- Corynocarpus australasicus
- Corynocarpus cribbianus
- Corynocarpus dissimilis
- Corynocarpus laevigata
- Corynocarpus rupestris
- Corynocarpus similis